# Нзіма
Нзіма (альтернативні назви: аплоні, зімба, гура, нзема, амрахіа, аполлоніа, аманахіа, асоко, ава, амрехіа) — народ, що належить до групи акан, в основному населяє узбережжя Гвінейської затоки у західній частині Гани та Кот-д'Івуар (передусім його південну частину). Із нзіма споріднені евалуе, аанта і санві (афема).

## Опис
Спілкуються мовою, що належить до ква нігеро-кордофанської родини — мовою нзіма.
Основна частина народу — християни, в основному, католики та протестанти, але є і послідовники християнсько-африканських церков і сект, значна частина дотримується традиційних вірувань.
Серед представників нзіма розвинуто ручне землеробство (банани, таро, ямс, арахіс, кукурудза, бавовна, маслинна пальма); річкове та морське рибальство. Основне заняття — вирощування какао. Також розвинуті традиційні ремесла: ткацьке, гончарне, ковальське, художня обробка золота й інших металів, плетіння, різьблення по дереву, виготовлення човнів і рибальського приладдя, випаровування солі.
Проживають у будинках з двоскатним дахом з пальмового листя чи шиферу з овальними терасами з дерева та глини, мають прямокутну форму.
Традиційним одягом є кенте й використовується як святковий; європейський костюм — повсякденний.
Основна їжа — рибна та рослинна (різні каші, варені, смажені та печені клубні й овочі з гострими приправами й пальмовою олією).
Багатородинні та сільські громади, патрілатеральні інститути, матрилінейні роди, підрозділи військової організації асафо є основними традиційними соціальними інститутами. Шлюбне поселення вірилокальне, трапляються полігінія, покупний шлюб, сорорат, левірат.
Основні жанри фольклору: пісні, прислів'я, казки. Поширені культи пращурів, сил природи, полідемонізм, фетишизм, магія, віщунство, є уявлення про небесного духа Ньяміє.